# Finn-Korkki
Finn-Korkki är ett familjeföretag i Tavastehus i Finland, som tillverkar kapsyler, förslutningar, förslutningsanordningar för flaskor med dragring och metalllock för utomhusljus. Finn-Korkki är den enda tillverkaren av kapsyler i metall i Norden.

## Historia

### Släkten Wicanders företag 1868–1990

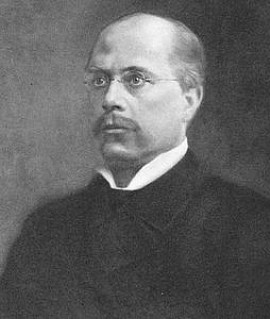
August Wicander.

Finn-Korkkis rötter går tillbaka till 1868, då den svenske industrimannen August Wicander (1836–1891) grundade sitt första företag i Sverige. Wicander hamnade i korkindustrin av en slump när han bytte sin gård mot en fastighet i Stockholm. Fastighetsägaren G.A. Horner hade på grund av sin sjukdom inte hunnit ta bort sin korkskärare, som användes för att skära korkar av öl- och vinflaskor på fastigheten. Trots sina ansträngningar kunde Wicander inte sälja den affärslokal han hade förvärvat men efter att ha upptäckt den stora efterfrågan på korkproppar började han själv tillverka dem.
Sedan 1890-talet hade företaget egna fartyg som fraktade den korkbark som behövdes till korkarna från Portugal. Namnet på det första fartyget var A. Wicander och dess jungfruresa gjordes 1891. När August Wicander avled samma år vid 54 års ålder, drevs företaget vidare av hans son Hjalmar Wicander (1860–1939).

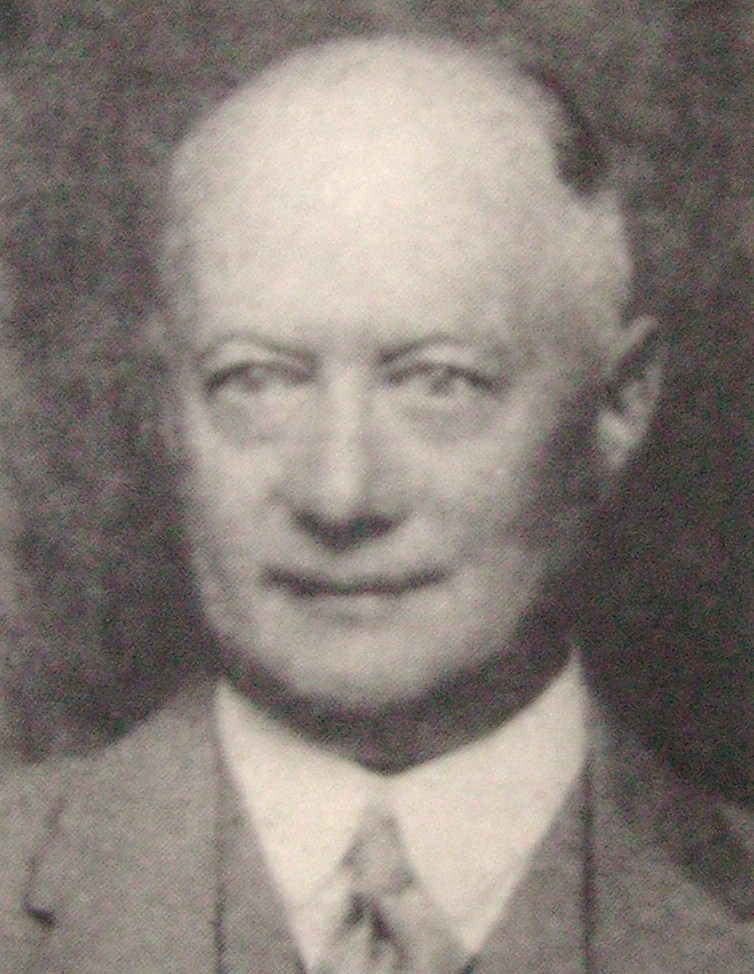
Hjalmar Wicander 1936.

På 1910-talet började Alka-korkens föregångare, Ideal-korken, tillverkas. Den gjordes av Nya A/B Fermia i Helsingborg och i Riga. Företaget omfattade många fabriker, kontor och lager i Europa och Ryssland. De ryska fabrikerna gick förlorade efter den ryska revolutionen 1918, då Sovjetunionen konfiskerade tillgångarna från utländska företag som var verksamma i landet utan kompensation. Hjalmar Wicander gick i pension 1918 och hans plats som verkställande direktör övertogs av hans 33-årige son Carl August Wicander (1885–1952), som hade arbetat i företaget sedan han var 19 år gammal. Även Hjalmar Wicanders bror och Carl August Wicanders kusiner arbetade i familjeföretaget. Produktionen fortsatte i Litauen, som blev självständigt efter första världskriget. Ett produktions- och försäljningsbolag etablerades också i det nyligen självständiga Polen. I Sovjetunionen kunde verksamheten dock inte fortsätta. På grund av första världskriget hade Wicanders eget kapital krympt till 1,5 miljoner kronor, vilket innebar att den nya VD:n fick börja sitt arbete från nästan ingenting jämfört med den tidigare.
I början av 1920-talet hämmades verksamheten av deflation, men från mitten av decenniet började bolaget växa igen, bland annat genom linoleumverksamheten. Sovjet ville också köpa kork från företaget via mellanhänder. Företaget befarade en brist på råvaror när efterfrågan på korkproppar, korkgolv och isolering började öka i snabb takt till följd av den allmänna höjningen av levnadsstandarden. Därför började företaget intressera sig för andra flaskförslutningar, liksom Quillfeldt-proppen (swing-top-proppen) och Alka-korkar.

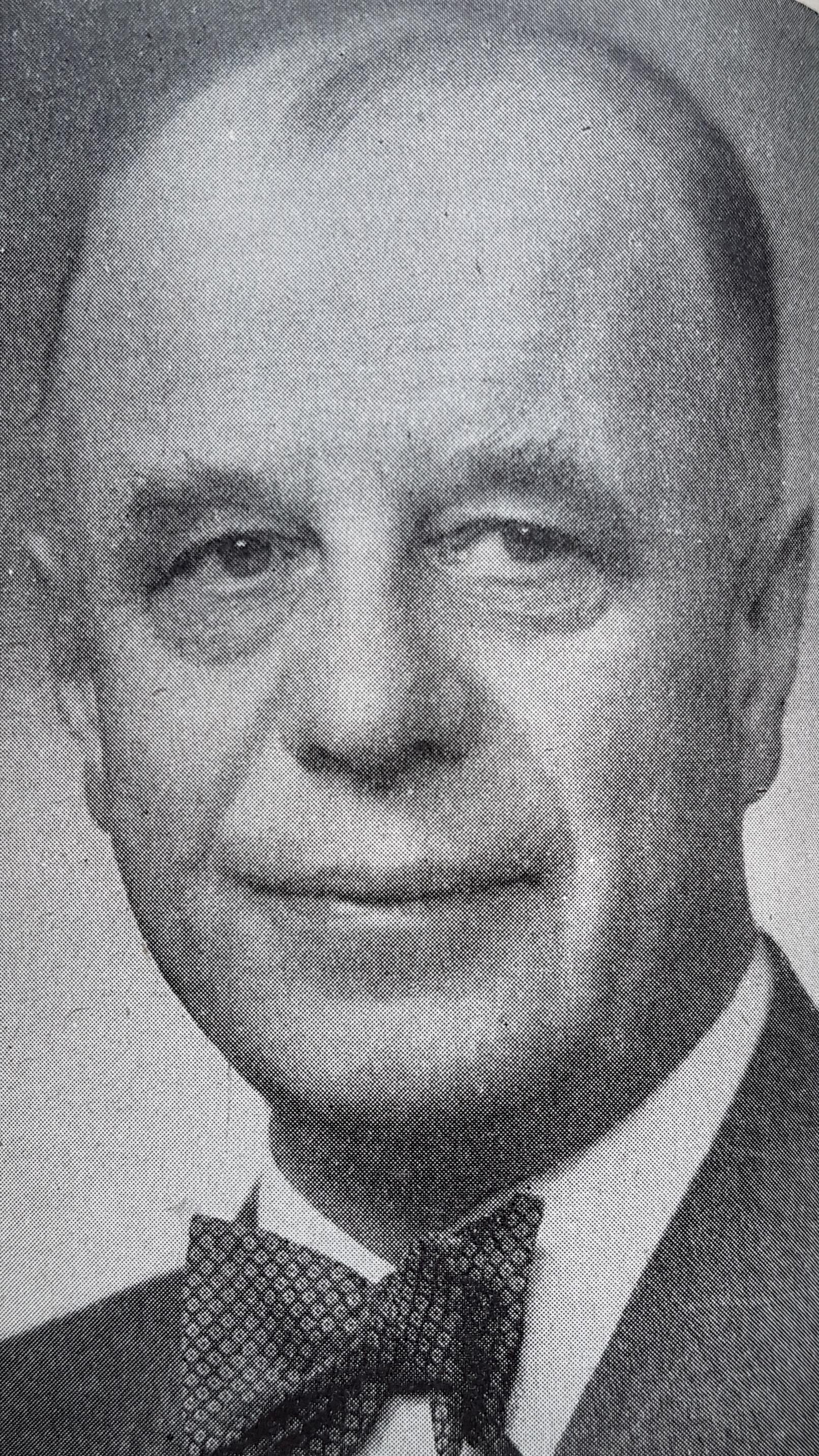
Carl August Wicander 1940.

1933 köpte Wicanders företaget Svenska Patentkorkfabriken, som hade fokuserat på verksamheten kring Alka-flaskans aluminiumkapsyl och dess internationella patent. Företaget hade grundats av Josef Jonsson, en tillverkare och uppfinnare bosatt i Linköping. Wicanders ändrade företagets namn till AB ALKA Aluminiumkapslar. Den av Jonsson utvecklade avrivbara kapsylen var stansad av aluminiumband och hade en tätning av naturkork. Aluminiumkapsylerna matades till flaskornas mynning av en maskin som också automatiskt förslöt kapsylerna på flaskorna automatiskt.
På 1970-talet ersattes Alka-förslutningarna med de lättöppnade MaxiCap-flaskförslutningarna i aluminium. År 1979 hade Wicanders-koncernen 900 anställda i Sverige och på andra platser i Europa. Förutom kapsyler tillverkades även isolerings- och dekorationsprodukter av korkskivor i företagets produktionsanläggningar. Wicanders hade ett världsomspännande patent på avrivbara kapsyler.
År 1987 delades svenska AB Wicanders Korkfabriker upp i två delar: Wicanders Kapsyl AB och Wicanders AB. År 1989 försattes det internationellt verksamma företaget Wicanders Kapsyl i likvidation och gick i konkurs. Portugisiska Corticeira Amorim (Amorim Cork International) köpte Wicanders AB samma år och flyttade produktionen till sitt hemland. Wicanders är för närvarande Corticeira Amorims varumärke för korkgolv. I Finland fortsatte historien om Wicanders efter att ledningen för företagets dotterbolag i Tavastehus köpte Finn-Korkki-fabriken 1989.

#### Arvet efter Wicanders
Hjalmar Wicander och hans son Carl August Wicander, som drev familjeföretaget, använde en del av den förmögenhet de fick från bolagen till välgörenhet. De donerade Wicanders villa i Djurgården (numera Villa Lusthusporten) till Nordiska museet och Harpsunds herrgård till svenska staten. Harpsunds herrgård fungerar idag som Sveriges statsministerns fritidsbostad.
På 1910-talet finansierade Hjalmar Wicander tillverkningen av bronsstatyn Sankt Göran och draken. Bronsstatyn finns i Gamla stan i Stockholm och är en kopia av en träskulptur från 1480-talet som finns i Storkyrkan i Stockholm. Wicander donerade också en betydande samling miniatyrmålningar till Nationalmuseum. Målningarna placerades i den sal som fått sitt namn efter honom, Wicanderska miniatyrkabinettet.
Carl August Wicander skrev en bokserie i tre volymer om familjeföretagets historia som publicerades på 1950-talet.

### Wicander-bolag i Finland 1871–1990
År 1871 träffade August Wicander bryggeriägaren Paul Sinebrychoff i Finland och efter att ha talat med honom bestämde han sig för att etablera en korkfabrik i landet. I storfurstendömet Finland var han inte bara intresserad av finska kunder utan också av att produkter tillverkade i Finland kunde exporteras tullfritt till kejsardömet Ryssland. Efter att ha fått lån grundade han Åbo Korkfabrik i Åbo på Köpmansgatan 21. Det var Finlands första korkfabrik. Produkterna tillverkades av naturkork gjord av korkeksbark. Sinebrychoff höll sitt löfte till Wicander vid mötet och Sinebrychoffs bryggeri blev en långvarig kund.

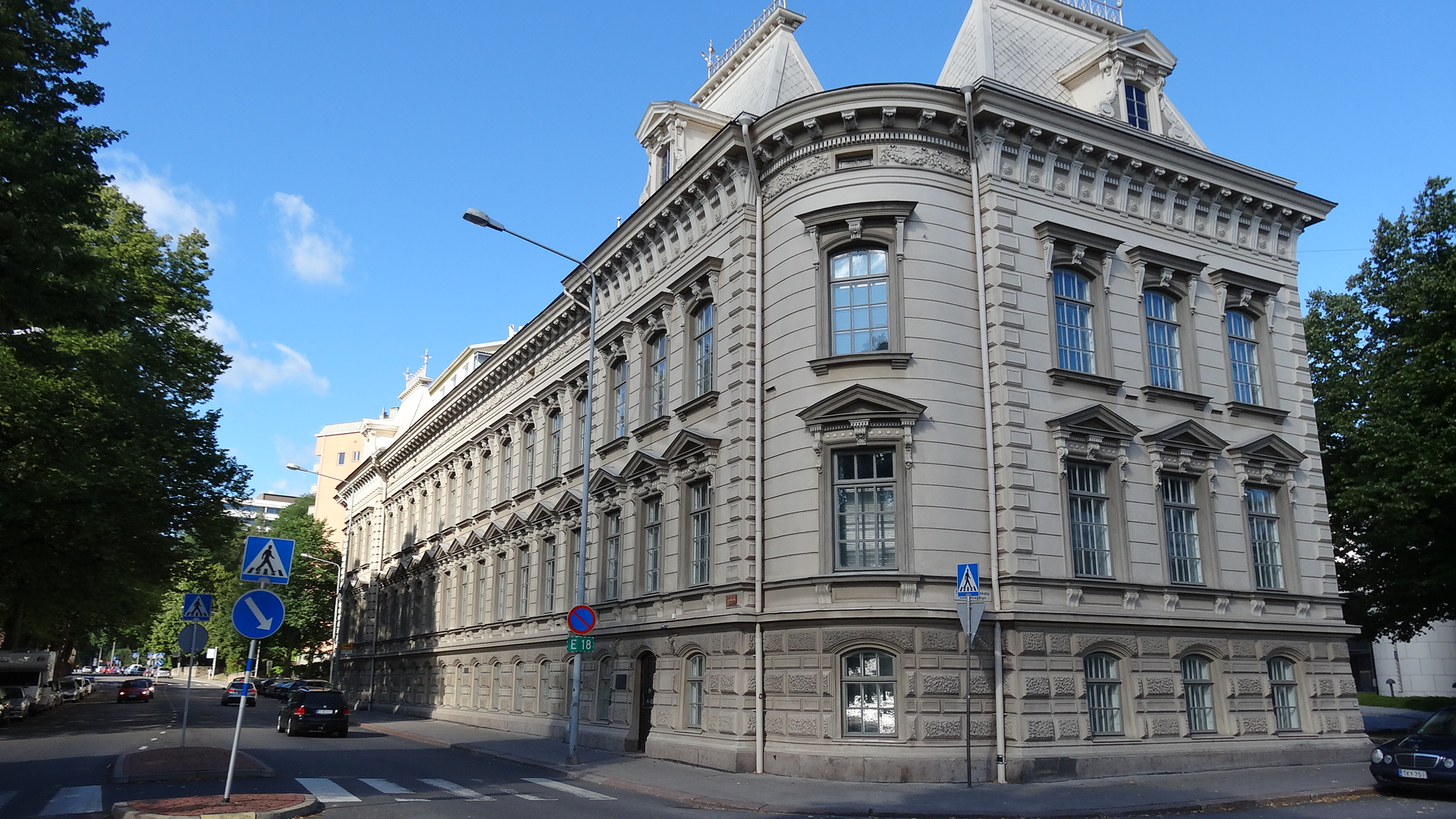
Byggnaden på Linnankatu, där korkfabriken låg mellan 1893 och är nu skyddad. Bilden är från 2014.

År 1893 öppnade A/B Wicander & Larsons (tidigare Åbo Korkfabrik) en ny korkfabrik som de hade byggt på Slottsgatan i Åbo.
År 1931 överförde Wicander & Larson (Wicla) sin industriella verksamhet till det nya bolaget Korkkitehdas Oy och ansvarade för marknadsföringen av sina produkter. Wicander & Larsons andra affärsverksamhet var import och försäljning av korkmattor (linoleum). Företaget sålde även mattor och tapeter via parti- och detaljhandel. Företaget marknadsförde också produkter som tillverkats av koncernens två andra finska fabriker, Oy Plyyshi & Matto Ab (Plyma) och Drumsö Korkfabrik (Oy Korkkieristys).
På 1950-talet sålde Korkkitehdas Oy i Finland, förutom sina egna produkter, även Alka-korkar till bryggerier och läskedrycksfabriker samt Kork-o-Plast och Wood-o-Plast golvbeläggningar och väggpaneler.
På 1960- och 1970-talen lades företagets fabriker i Finland ned och Wicander & Larson fokuserade på att sälja korkgolv och flaskproppar tillverkade av Wicanders i andra länder.
1971 köpte svenska Tarkett företaget Wicander & Larson, som hade varit bolagets agent i Finland. År 1972 började Wicander & Larson bedriva verkansamhet under namnet Tarkett Oy och Korkkitehdas Oy under namnet Oy Wicanders Ab.

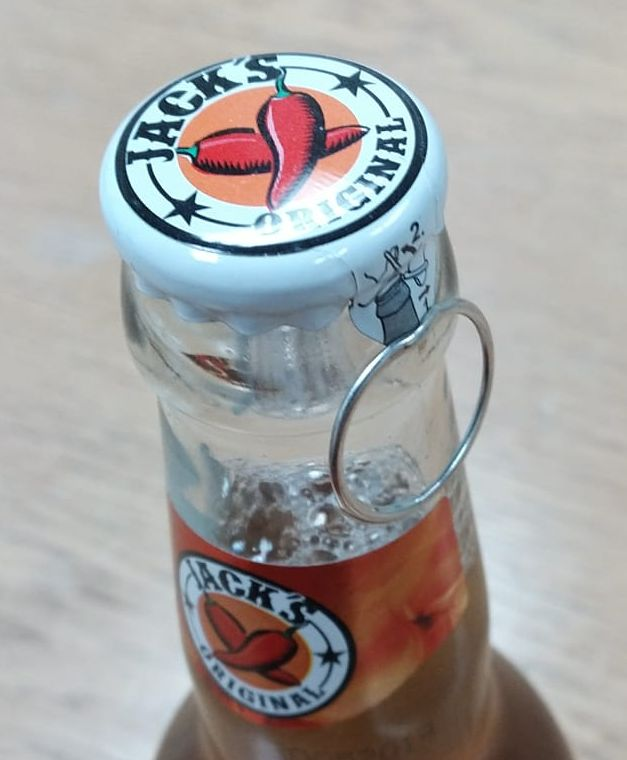
RingCrown, en tvådelad ringkapsyl tillverkad av Finn-Korkki.

År 1979 öppnade Wicanders Finn-Korkkis fabrik i Tavastehus, där kronkapsyler och MaxiCap-förslutningar tillverkades. Huvudskälet till att företaget grundades var att de finska bryggerierna ville få metallkapsyler tillverkade i närheten av Finland igen. Tavastehus valdes av logistiska skäl, men det faktum att Huhtamäki hade sålt Tavastehus förpackningsfabrik Pakkaustehdas Polarpak, en verksamhet inriktad på tillverkning av konservförpackningar, till företaget GW Sohlberg, hade också en betydelse. G.W. Sohlberg flyttade Polarpaks utrustning till sin fabrik i Hertonäs i Helsingfors och erbjöd också jobb till några av Polarpaks anställda. Polarpaks gamla anställda blev tillgängliga för Finn-Korkki efter förvärvet och en del av dess utrustning användes i den nya Finn-Kork-fabriken. Erkki Räsänen, Polarpaks fabrikschef, började som VD för Finn-Korkki Oy:s fabrik. Det finska marknadsföringsbolaget Oy Wicanders Ab i koncernen Wicanders flyttade också till fabriken i Tavastehus.
I 1984 lanserade Finn-Korkki Wicanders en ny produkt, MaxiCrown med dragring. Den tvådelade metalkapsylen hade en separat skal- och ringdel. På 1980-talet använde finska bryggerier kapsyler med dragringar på sina läskedrycker, men under det följande decenniet bytte bryggerierna ut dem till den billigare kronkorken. Exportförsäljningen till Sverige från Finn-Korkki började 1988.
År 1989 förvärvade portugisen Corticeira Amorim hela aktiekapitalet i Oy Wicanders Ab. Företagets lager och anläggningstillgångar köptes av Partek Oy Ab, som fortsatte att sälja produkterna. Wicanders upphörde med sin verksamhet i Finland 1990.

### Finn-Korkki 1989–1999

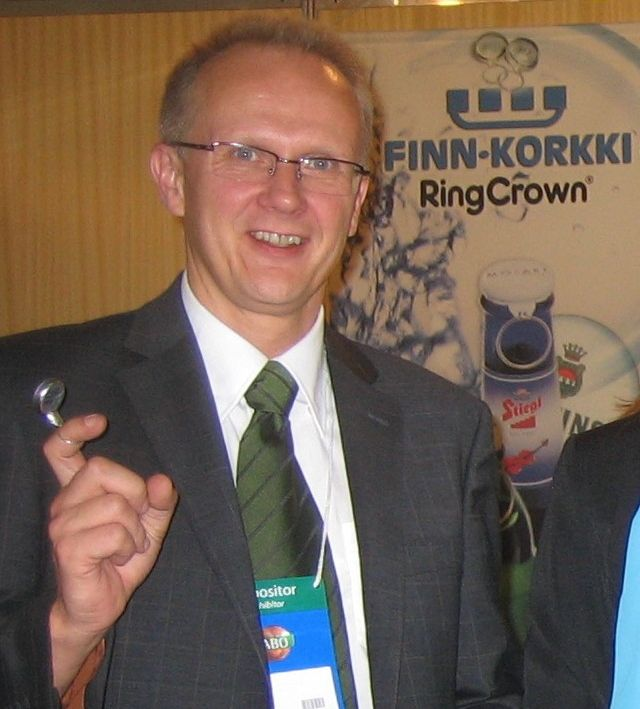
Rolf Nygård år 2006.

När Wicanders moderbolag gick i likvidation 1989 erbjöds Rolf Nygård att bli ägare till Finn-Korkki, som hade 15 anställda. Han hade börjat på Finn-Korkki 1981 som kvalitetskontrollchef och arbetade sedan som produktionschef och verkställande direktör. På grund av sin unga ålder tvekade han att bli egen företagare. Efter tre dagars betänketid bad han företagets ekonomichef att bli hans kompanjon. Utöver kapsyler av metall började fabriken även tillverka aluminiumkoppar till värmeljus. År 1992 utökades produktionen med metallock för utomhusljus.
Finn-Korkki började exportera till forna sovjetstater på 1990-talet, bland annat till Ukraina 1994. År 1998 köpte Finn-Korkki Grafipalvelu Oy i Tavastehus, från vilket företaget bland annat hade köpt tryckförberedelsetjänsten. Finn-Korkki hade 30 anställda och omsättningen uppgick till cirka 30 miljoner finska mark.

### Finn-Korkki 2000–
År 2000 designade Finn-Korkki en kapsyl åt svenska Absolut Vodka. Året därpå ändrades namnet på produkten MaxiCrown till RingCrown. Detta namn är registrerat hos Finn-Korkki.
År 2002 exporterade Finn-Korkki sina produkter till 22 länder, varav de största var Tyskland, Polen, Sverige, Estland, Ryssland, Österrike, Bulgarien, Lettland och Oman. Företaget hade 39 anställda.
År 2004 byggdes en ny produktionslinje för RingCrown-korkar. Nygård löste in sin delägares andel till sin familj.
År 2007 köpte företaget tjugo containrar med maskiner från en konkurrent i Australien, inklusive de produktionslinjemaskiner som företaget hade använt. De maskiner i produktionslinjen som tillverkade en stor avrivbar kapsyl (RipCap) installerades i en del av Finn-Korkkis tidigare lager. Installationen och användningen av dem övervakades av den tidigare australiensiska ägaren.
År 2012 mer än fördubblades företagets lokaler, då den gamla produktionshallen på 1 800 kvadratmeter byggdes ut med 2 000 kvadratmeter. Året därpå uppgick omsättningen till 9,1 miljoner euro och handel bedrevs i 40 länder.
År 2014 togs en ny trycklinje i bruk. De maskiner som behövdes för linjen köptes från Sicilien. Utbyggnaden av fabriken och trycklinjen kostade totalt fem miljoner euro. Under hösten drabbades företaget av en stor förlust efter att ha gjort en beställning på nästan 8 miljoner kapsyler till ett bryggeri i Donetsk i östra Ukraina. Köparen befann sig på fel sida om den nya gränsen och kapsylerna kunde inte levereras. Så småningom var man tvungen att återvinna hela ordern. Förlusten av kunden stod för en betydande del av företagets omsättning och man lärde sig att undvika den ryska marknaden. Företaget hade också börjat exportera till Irak, men terroristers territoriella intrång förhindrade en lämplig transportlösning och kundens verksamhet upphörde. År 2017 uppgick företagets omsättning till 7,5 miljoner euro.
Under 2020 orsakade coronaviruset en minskning av omsättningen med cirka en femtedel, då bland annat restaurangkunder stängde, samtidigt som det inte fanns några resenärer i taxfreebutiker och fester ställdes in. Året därpå kom mer än 90 procent av företagets omsättning från export, och omsättningen var tillbaka på samma nivå som före coronaviruset, 7,5 miljoner euro.

## Organisation

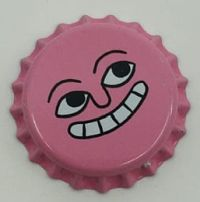
Kronkapsyl tillverkad av Finn-Korkki.

År 2023 hade företaget 32 anställda. Verkställande direktör har varit Rolf Nygård alltsedan slutet av 1980-talet. Alla fem av Nygårds barn har arbetat i företaget vid något tillfälle.
Produktionen är i huvudsak förlagd till vardagar i treskift.

## Produkter och marknader
Finn-Korkki är det enda företaget i Norden som tillverkar kapsyler av metall. Cirka 90 procent av företagets omsättning kommer från export, Finn-Korkki har kunder i mer än 50 länder. De största marknaderna är Sverige, Polen, Tyskland och Ungern.
År 2024 tillverkade företaget sex olika modeller av kapsyler.
Däckkapslar
Cirka 40 procent av företagets omsättning kommer från kronkorkar med dragring, det vill säga kapsyler som öppnas genom att man drar i en ring som är fäst på kapsylhatten. Kronkorkar med dragring används till exempel i centraleuropeiska specialöl och drycker, i synnerhet i Polen och Tyskland. I Finland används kronkorkar med dragring av Laitila Wirvoitusjuomatehdas och Laihian Mallas. Kapsyler med dragring kan öppnas utan verktyg och kan inte återförslutas, så användaren kan vara säker på att drycken i flaskan är intakt. Det finns tre huvudtyper av kapsyler med dragring: endelade, tvådelade och dragringkapsyler med bred öppning (RipCap). Under 2015 var det endast ett fåtal företag i världen som tillverkade ringdragkapsyler, varav Finn-Korkki var det enda europeiska. RipCap-kapsyler s används till exempel i shots, viner och energidrycker.
Kronkapsyler
Bolaget tillverkar kronkapsyler, som står för cirka en fjärdedel av omsättningen. I Finland säljs kronkapsyler till bland annat Olvi Oy och små bryggerier.
Specialförslutningar såsom skruvkorkar av aluminium
Skruvkorkar av aluminium används till exempel för buteljerat premiumvatten i glas. Flaskvattnet säljs på restauranger i bland annat Chile, Italien och Schweiz. Finn-Korkki tillverkar specialförslutningar till flaskor för r för bland annat Absolut Vodka, Danzka Vodka och Veen Waters.
Utrustning och maskiner

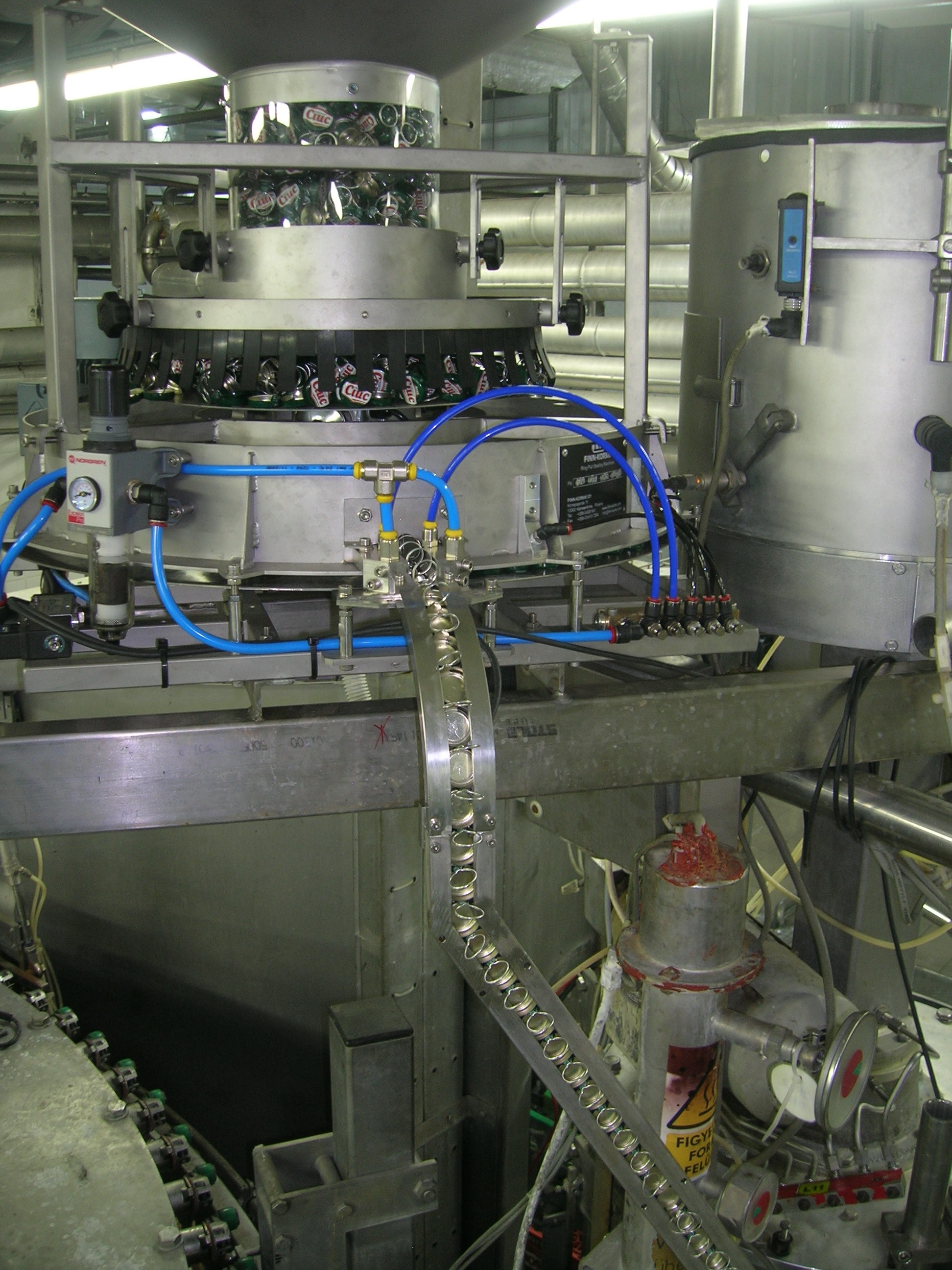
Utrustning för sortering, matning och kapsling av RingCrown-kapsyler.

Företaget konstruerar och tillverkar utrustning som behövs på linjer för att stänga kapsyler med dragring på flaskor. Utrustningen består till exempel av sorteringstrattar, kapsylrännor, kapsylapplikatorer samt utrustning för att transportera kapsyler. Utrustning för kapsyler med dragring har sålts till bland annat Australien, Tunisien och Kina.
Övriga produkter
Företaget tillverkar metalllock för utomhusljus. En betydande del av den inhemska omsättningen kommer från försäljning av metallavfall för återvinning från produktionen av aluminium- och stålkapsyler.

## Socialt ansvartagande
Företaget behandlar sina VOC-utsläpp (flyktiga organiska föreningar) genom att bränna dem i en keramisk cell som installerats i tryckpressen, vilket gör dem ofarliga för miljön. Företaget har minskat förbrukningen av spillenergi. De återstående råvarorna återvinns.

## Utmärkelser
- År 1997 utsågs Finn-Korkki till årets företagare i Tavastehus[30]
- År 2002 fick Finn-Korkki Tavastlands företagares exportpris[31]
- Vees Waters lyxiga källvattenflaska med en Finn-Korkkis förslutning vann den internationella tävlingen Bästa glasflaska hösten 2007.[24]
- År 2013 utsågs Nygård till årets företagare i landskapet.[13]